# Chisor

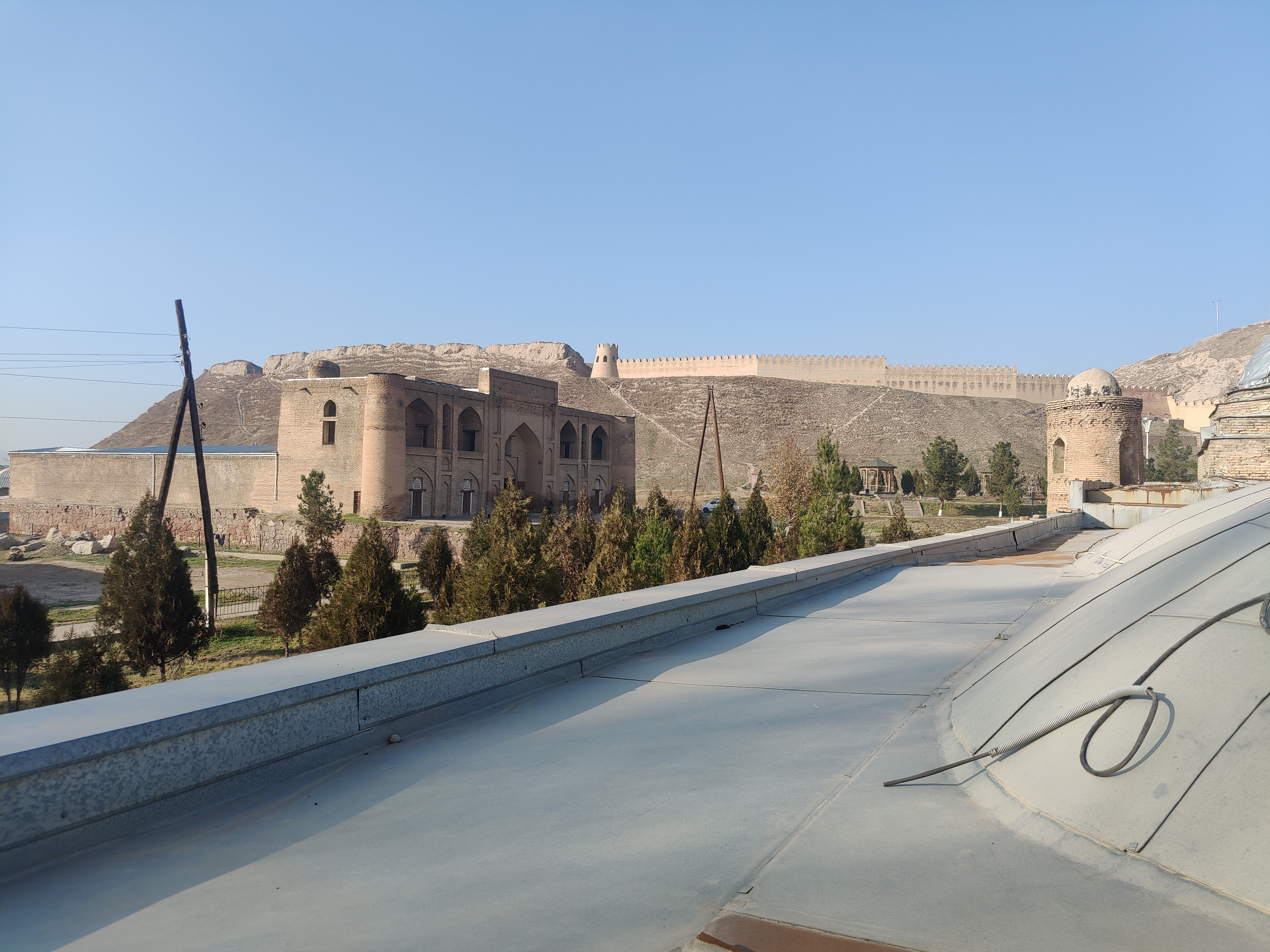
Stará medresa, dnes muzeum.

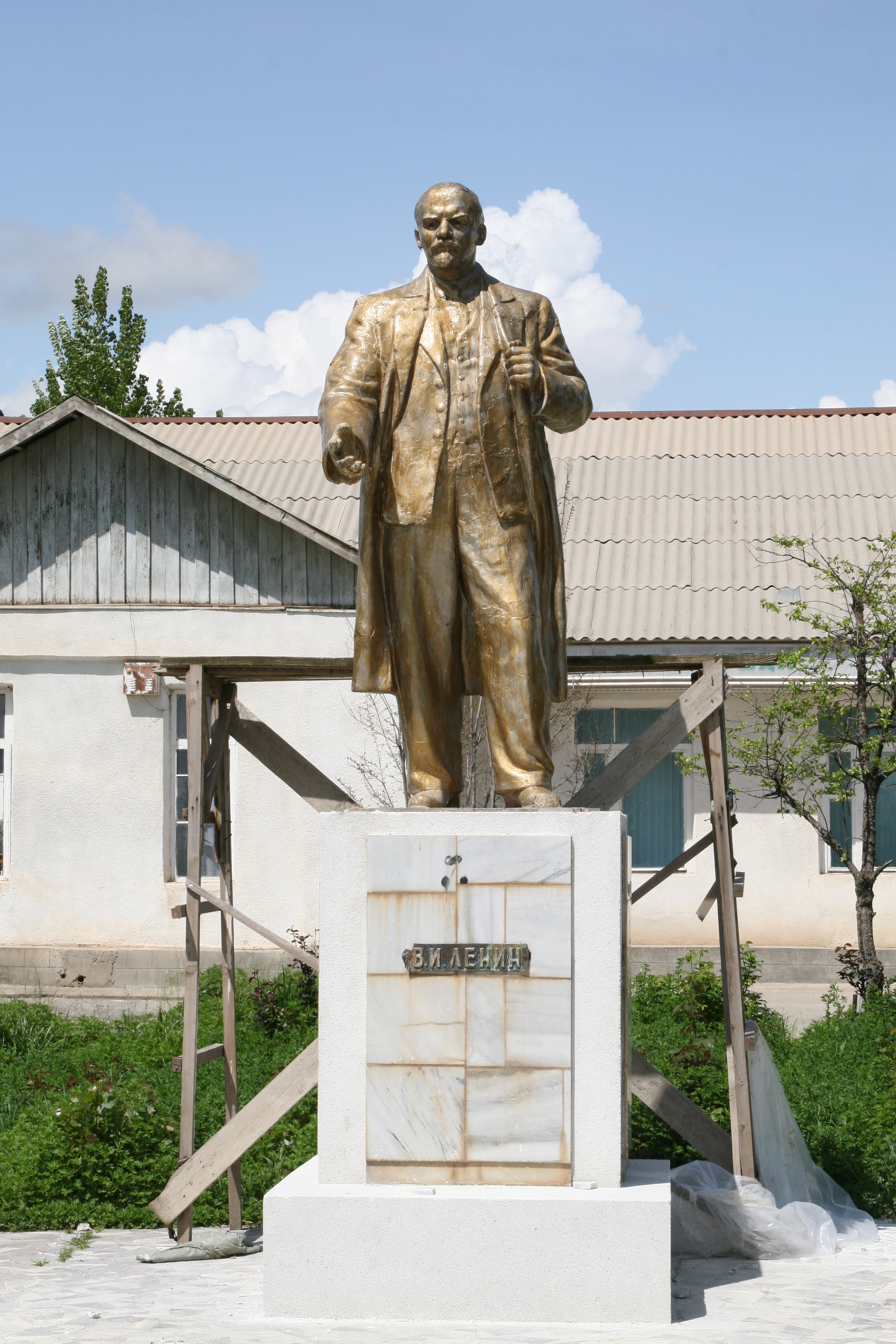
Socha Lenina v Chisoru.

Chisor (tádžicky Ҳисор, rusky Гиссар) je město v Tádžikistánu. Leží na západě země, jen několik málo kilometrů od hlavního města Dušanbe. Je proslavené svým plemenem ovcí a také tím, že tudy vedla tzv. Hedvábná stezka.Administrativně spadá pod tzv. Centrálně spravované okresy.

## Název
Sám název Hisar znamená v turečtině pevnost, tam je nejspíše arabského původu. Objevuje se často v západním Turecku v místních názvech. Město dalo název tzv. Hissarskému údolí.

## Přírodní poměry a klima
Chisor se rozkládá v nadmořské výšce okolo 800 metrů, obklopují jej vysoké hory; pohoří Hissar směrem na sever, Babatag a Aktau dále na jih. Městem protéká říčka Chanaka. Je zde teplé podnebí; průměrná roční teplota dosahuje 14 °C, v červenci potom 23,9 °C a v lednu 1,7 °C. Roční úhrn srážek zde činí 568 mm, nejdeštivějším měsícem je březen a nejsušším měsícem srpen.

## Obyvatelstvo
Počet obyvatel je odhadován na 29 100 v samotném městě a s okolními obcemi má přes 30 tisíc. V roce 2002 bylo etnické složení administrativní jednotky tvořeno 81,6 % Tádžiky, 12,3 % Uzbeky a z 3,6 % Rusy. Ostatní národnosti byly zastoupeny 2,6 %.

## Historie
Místní pevnost, která kdysi byla sídlem guvernéra Buchary, má údajně mít základ až z doby vládnutí Kýra Velikého. Během svých dějin měla být obsazena celkem jednadvacetkrát. V době výbojů a šíření Arabů místní obyvatelstvo konvertovalo k islámu.
V roce 1511 město a pevnost obsadil zakladatel Mughalské říše, Bábur. Držel ji ale jen krátkou dobu, poté Chisor opět obsadili Uzbeci. V následujících letech byl závislým knížectvím a několik desetiletí mu vládl sultán, který ale měl povinnost odsud posílat jednotky pro potřeby Bucharského emírátu. Vzhledem k tomu, že město bylo odlehlé pro Ruské impérium, ač se jednalo o regionální centrum téměř až do první světové války, je o jeho dějinách v 19. století jen minimum informací. Místní obchod byl založen nejspíše na prodeji hospodářských zvířat, hlavně koní. Jednalo se o typické vztahy pro východní Bucharu své doby. Součastí Bucharského emírátu byl Chisor až do roku 1869. V roce 1907 jej zasáhlo zemětřesení.
V roce 1921 do města vstoupila Rudá armáda. V rámci SSSR zde probíhala do jisté míry moderniazce města. V roce 1929 sem byla zavedena železnice z Dušanbe. Místní nádraží se ale jmenuje podle obce Chanaka. Ne vše ale bylo plánované a zorganizované; řada domů byla zničena, dřevo spáleno a nebyly ušetřeny ani historicky významné objekty, jako místní karavanseráj. Byla to lokalita nového nádraží, která se nachází několik kilometrů severně od původního města, kde se rozvinulo moderní město Chisor, s patrovými obytnými domy, širokými ulicemi, průmyslovými závody apod.
Roku 1953 se stal Chisor sídlem městského typu. V roce 1987 byly tři okolní vesnice připojeny pod Chisor.
Dne 26. června 1993 získal Chisor statut města. Stalo se tak po skončení občanské války, kdy místní bývalý státní zástupce a člen Nejvyššího sovětu republiky působil právě v Hisoru jako šéf jedné z frakcí ozbrojenců.
V roce 2015 oslavil Chisor 3000 let své existence. V souvislosti s tím byla obnovena Chisorská pevnost a dán do provozu nový textilní závod, který má svůj význam pro textilní průmysl Tádžikistánu. Opraveno bylo také muzeum a školy.

## Kultura a pamětihodnosti
V Chisoru se nachází Dům kultury a dvě knihovny.
Hlavní pamětihodností města je pevnost. Její zdi jsou silné až jeden metr, doplňují ji střílny. Zachována je nápadná vstupní brána s dvěma kónickými věžemi.
V blízkosti vstupní brány se nachází na náměstí dvě islámské náboženské školy (medresy), starší je z 18. století a mladší ze století devatenáctého. Do začátku 20. století se ze učilo na 150 studentů koránu. Dnes se ve starší medrese nachází muzeum, kde jsou vystavěny staré kroje, šperky a také zde stojí knihovna.
Mezi další pamětihodnosti patří mešita Sangin, která podle některých zdrojů vznikla ve 12., podle jiných v 16. století. V blízkosti pevnosti se ještě nachází ostatky zájezdního hostince (karavanseráje).

## Doprava
Městem prochází již zmíněná železnice, která vede z Dušanbe dále na západ do města Tursunzoda a do Uzbekistánu. Ve stejném směru je vedena i hlavní silnice, která prochází Chisorem a která byla kompletně zrekonstruována roku 2015.

## Sport
V Chisoru se nachází fotbalový stadion s kapacitou 20 tisíc míst.